# Kanyon
Kanyon is een multifunctioneel complex in het financiële district Levent van Istanboel in Turkije, dat bestaat uit een winkelcentrum, een kantoortoren van 30 etages en een 22 etages hoog woonblok. De totale oppervlakte van het project is 250.000 m², met 30.000 m² verhuurbaar als kantoorruimte, 37.500 m² verhuurbaar voor de detailhandel, 180 residentiële flats, 160 winkels, 9 theaterzalen met een capaciteit van 1.600 toeschouwers en een parkeergelegenheid voor 2300 voertuigen. Elke verdieping van de kantoortoren heeft een kantoorruimte van 1.167 m².
Kanyon is een joint venture van de bedrijven Eczacıbaşı en İŞGYO van Turkije.
Kanyon won de 2006 Cityscape Architectural Review Award in de categorie "Commercial Built" , tijdens een ceremonie die werd gehouden op 4 december 2006 in Dubai, Verenigde Arabische Emiraten.

## Winkels
Het winkelcentrum bestaat uit 160 winkels, een paar van deze winkels:
- Banana Republic
- Gap
- Jack & Jones
- Lacoste
- Mango
- Marks & Spencer
- Tommy Hilfiger
- Vero Moda
- Birkenstock
- Camper

- Crocs
- Harvey Nichols
- Sony
- Teknosa
- Turkcell
- Villeroy & Boch
- Paşabahçe
- Douglas
- Swarovski
- Agatha Paris
- Intersport